# Clive Anderson

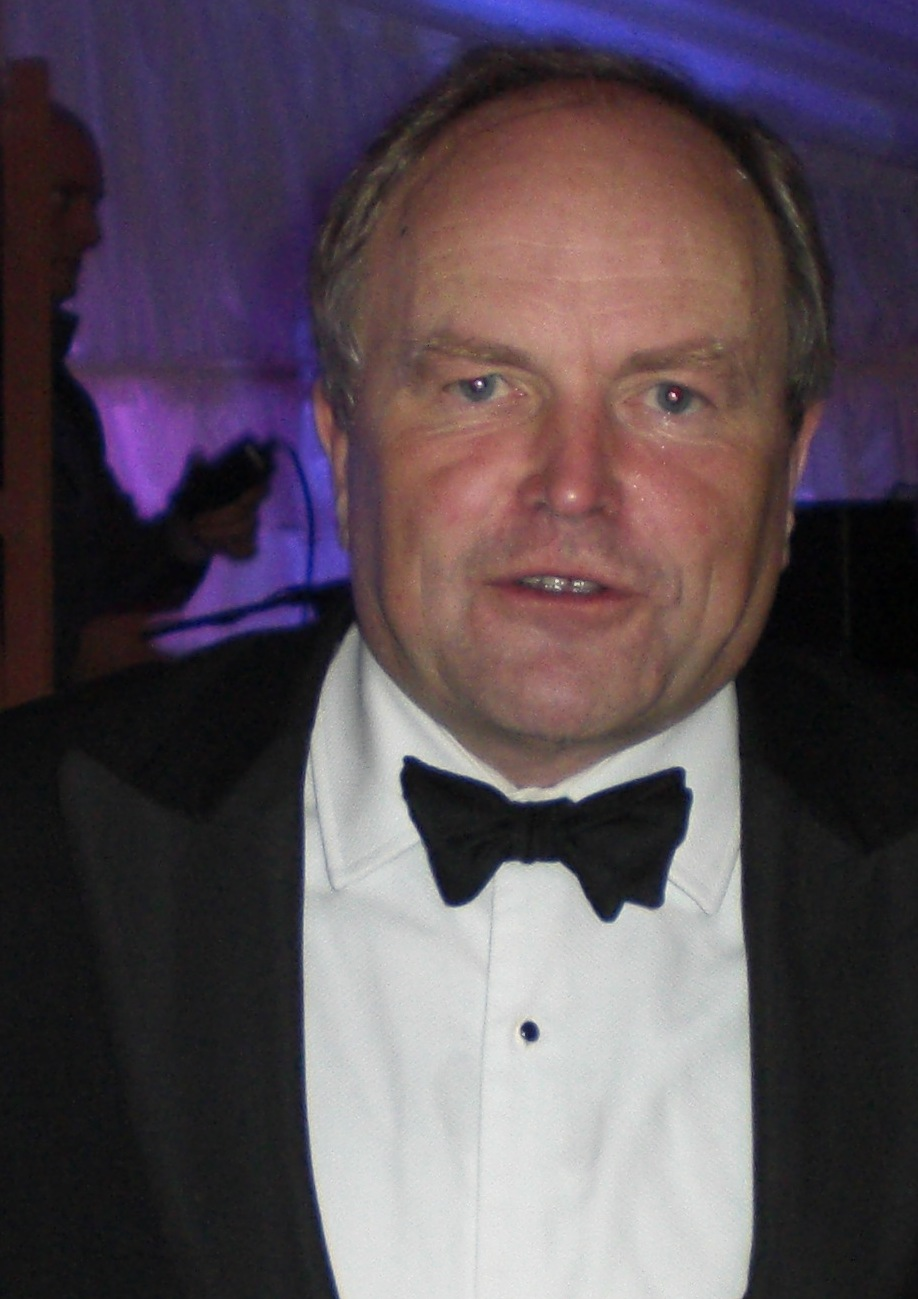
Clive Anderson

Clive Anderson, född 10 december 1952, är en brittisk före detta advokat, mest känd som författare inom komedi och programledare i radio och tv.
Han är vinnare av en British Comedy Award (1991) och började sin karriär som stå-upp-komiker och manusförfattare innan han blev programledare för Whose Line Is It Anyway? (först på radio och sedan på tv). Han har senare framgångsrikt lett andra program och har dykt upp som återkommande gäst i program som Mock the Week, QI och The Bubble.